# Hrabstwo Fairfield (Connecticut)

Piramida wieku hrabstwa

Hrabstwo Fairfield (ang. Fairfield County) – hrabstwo w stanie Connecticut w Stanach Zjednoczonych. Hrabstwo zajmuje powierzchnię 2167,72 km². Według szacunków US Census Bureau w roku 2006 miało 900 440 mieszkańców.
Fairfield było w latach 1666–1853 siedzibą hrabstwa, a Bridgeport w latach 1853–1960.

## Miejscowości
| - Bethel - Bridgeport - Brookfield - Danbury - Darien - Easton - Fairfield - Greenwich | - Monroe - New Canaan - New Fairfield - Newtown - Norwalk - Redding - Ridgefield - Shelton | - Sherman - Stamford - Stratford - Trumbull - Weston - Westport - Wilton |

## CDP
- Byram
- Cannondale
- Cos Cob
- Georgetown
- Glenville
- Old Greenwich
- Pemberwick
- Riverside
- Southport
- Wilton Center

## Gospodarka
W latach 60. i na początku 70. korporacje biznesowe zaczęły przenosić swoje siedziby Manhattanu do hrabstwa Fairfield. W latach osiemdziesiątych zmiany własnościowe firm nowojorskich (wykupy i reorganizacje) oraz recesja gospodarcza doprowadziła do zagęszczenia siedzib firm w przestrzeni podmiejskiej w Fairfield County. W 1992 r. w hrabstwie Fairfield miało siedzibę ponad 25 dużych korporacji międzynarodowych, sprawiając, że hrabstwo jest trzecim co do wielkości terytorium pod względem ilości tych firm w Stanach Zjednoczonych po Nowym Jorku i Chicago.
W 1992 roku hrabstwo Fairfield zostało opisane jako „fundusz hedgingowy” ze względu na dużą koncentrację zarządów funduszy inwestycyjnych, w szczególności Bridgewater Associates (jeden z największych na świecie firm funduszy hedgingowych), Aladdin Capital Management i SAC Capital Advisors.